# 廣州新塘事件
增城市新塘事件发生于2011年6月10日晚的中国广东省增城市（今广州市增城区）新塘鎮大墩村。因城管殴打一摆地摊的四川籍孕妇王联梅继而引发大规模的抗议暴动。

## 事件进展
6月10日晚，广东省广州市代管的增城市新塘镇发生因治保会工作人员殴打一摆地摊的川籍孕妇王联梅，随后引发大规模的抗议暴动。有消息称村内的治安队涉嫌对小贩收取“保护费”，进而与民众发生口角并最终殴打了王联梅。
6月11日晚，继续有人聚集，官方通稿称场面混乱，现场多辆车辆被损坏。
6月12日上午，广州市政府新闻办公室召新闻发布会，通报称无人员伤亡。事件中孕妇王联梅的丈夫唐学才在发布会上现身并称王联梅及胎儿都没事。而到了当日下午及晚间，增城的情况急转直下，再次爆发大规模抗议事件。数万人聚集在主要高速公路交汇处，抗议人群中有人焚烧救护车、私人汽车、警车。武警使用了催泪弹和装甲车。广东警方称逮捕了25人。
6月13日，羊城晚报称事件中无人死亡。
6月15日，广州公安在新浪微博上称于6月14日将散布“孕妇王联梅的老公唐学才被活活打死”谣言的陈某抓获。陈某对在网上发布虚假谣言的事实供认不讳。时任广州市市长万庆良到番禺区调研时强调要特别吸取增城新塘事件的经验教训。
7月7日，广州市社会治安综合治理委员会向媒体通报，11名犯罪嫌疑人被提起公诉。
7月14日，增城市人民法院对“6·11”大敦村聚众滋事事件中的两起刑事案件5名被告人进行一审公开审理并当庭宣判。

## 信息屏蔽
在增城市发生了大规模抗议活动后，在中国大陆的新浪微博上，相关的信息及关键词皆遭到了新浪主动屏蔽，与此同时在谷歌搜索增城也被GFW屏蔽。时至2011年7月，新浪和谷歌仍保持屏蔽【增城】关键词状态。。